# 林芳兵
林芳兵（1965年6月30日—），浙江省宁波市人，生于江苏省扬州市，中国女演员。
1981年在影片《幽谷恋歌》中出演角色，1982年进入北京电影学院学习，后为北京电影制片厂演员。1993年因在电视剧《唐明皇》中主演杨贵妃获得广泛好评，因此获得金鹰奖最佳女演员称号，此后因患病和生子一度息影，1997年下半年复出，出演了《燕子李三》、《我心似白云》等电视剧。

## 生平
林芳兵出生于扬州，1973年进入南京艺术学院中专部学习，毕业后在江苏省扬剧团和江苏省话剧团任演员，1982年进入北京电影学院，1986年毕业后任北京电影制片厂演员。为出演《唐明皇》中的杨贵妃，这次拍摄她付出极大，不仅拍了一年零七个月，还不惜增重30斤，因此患上了哮喘，令她在随后的5年间几乎没有参加任何演出。复出后出演《燕子李三》时，林芳兵为符合角色形象，在三个月内减肥45斤。她的丈夫是沈阳音乐学院指挥作曲系的李凌，二人相识于1981年，1987年正式结婚。

## 荣誉
- 马尼拉儿童电影节优秀影片奖（电影《玉碎宫倾》）
- 1984年百花奖最佳女配角提名（电影《我们的田野》）
- 1986年百花奖最佳女主角提名（电影《一个女演员的梦》）
- 1987年百花奖最佳女主角提名（电影《夜行货车》、《一个死者对生者的访问》）
- 1993年大众电视金鹰奖最佳女主角（电视剧《唐明皇》）